# Hypocalymma robustum
Hypocalymma robustum là một loài thực vật có hoa trong Họ Đào kim nương. Loài này được (Endl.) Lindl. mô tả khoa học đầu tiên năm 1843.

## Hình ảnh

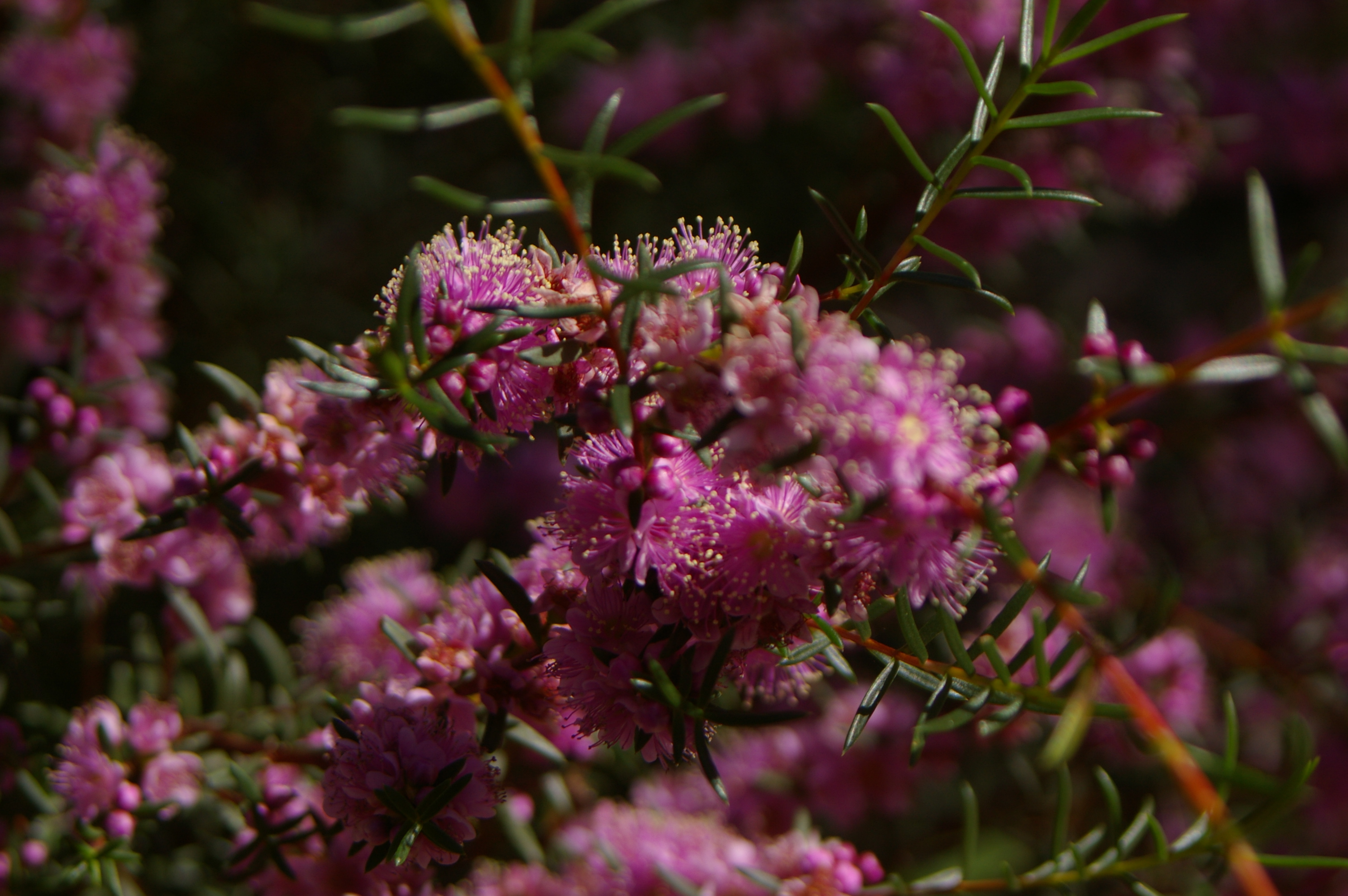
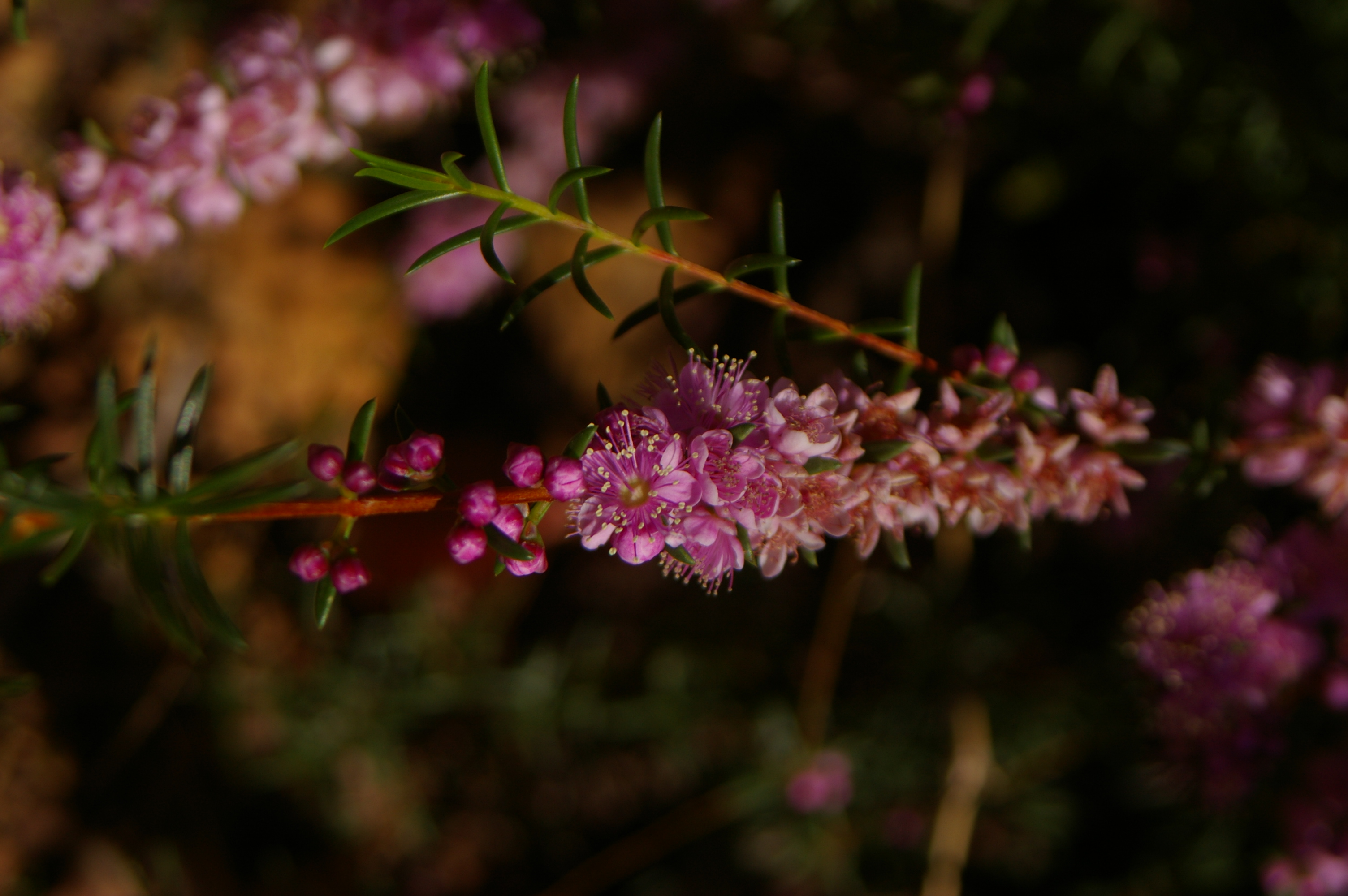
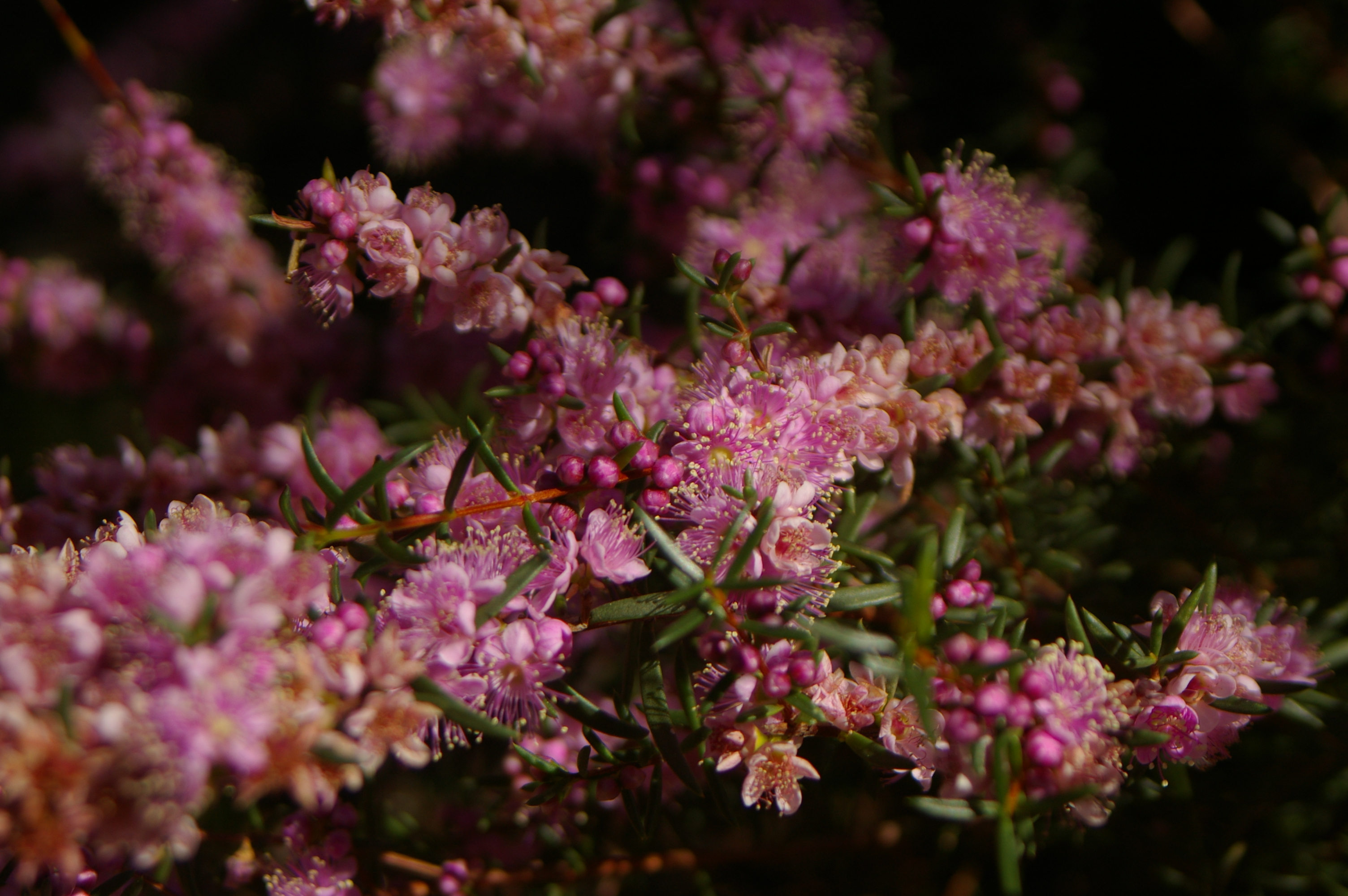
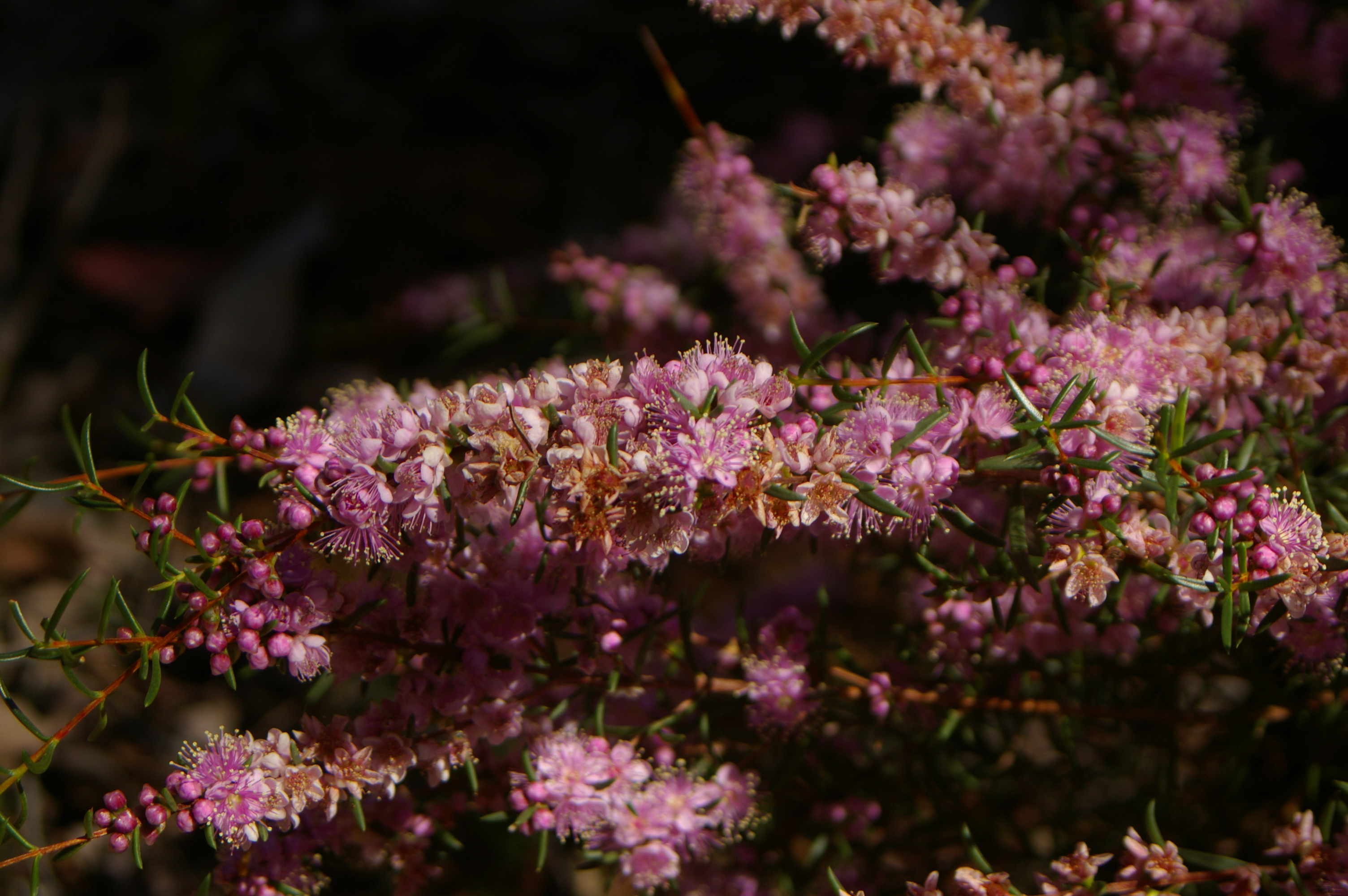